# Quận Larimer, Colorado
Quận Larimer là một quận thuộc tiểu bang Colorado, Hoa Kỳ.
Quận này được đặt tên theo William Larimer Jr., người lập ra Denver. Theo điều tra dân số của Cục điều tra dân số Hoa Kỳ năm 2010, quận có dân số 299630 người. Quận lỵ đóng ở Fort Collins.

## Địa lý
Theo Cục điều tra dân số Hoa Kỳ, quận có diện tích 6822 km2, trong đó có 98 km2 là diện tích mặt nước.